# Гейнсвілл (Іллінойс)
Гейнсвілл (англ. Hainesville) — селище (англ. village) в США, в окрузі Лейк штату Іллінойс. Населення — 3546 осіб (2020).

## Географія
Гейнсвілл розташований за координатами 42°20′10″ пн. ш. 88°4′24″ зх. д. / 42.33611° пн. ш. 88.07333° зх. д. (42.336201, -88.073450).  За даними Бюро перепису населення США в 2010 році селище мало площу 4,69 км², з яких 4,60 км² — суходіл та 0,09 км² — водойми.

## Демографія
Згідно з переписом 2010 року, у селищі мешкало 3597 осіб у 1223 домогосподарствах у складі 940 родин. Густота населення становила 767 осіб/км².  Було 1282 помешкання (273/км²).
Расовий склад населення:
| - 72,9 % — білих - 11,8 % — азіатів - 4,0 % — чорних або афроамериканців - 0,8 % — корінних американців - 6,9 % — осіб інших рас |

До двох чи більше рас належало 3,5 %. Частка іспаномовних становила 16,8 % від усіх жителів.
За віковим діапазоном населення розподілялося таким чином: 30,9 % — особи молодші 18 років, 64,9 % — особи у віці 18—64 років, 4,2 % — особи у віці 65 років та старші. Медіана віку мешканця становила 33,2 року. На 100 осіб жіночої статі у селищі припадало 99,7 чоловіків;  на 100 жінок у віці від 18 років та старших — 95,7 чоловіків також старших 18 років.
Середній дохід на одне домашнє господарство  становив 95 908 доларів США (медіана — 85 909), а середній дохід на одну сім'ю — 99 978 доларів (медіана — 100 469). Медіана доходів становила 62 500 доларів для чоловіків та 52 006 доларів для жінок. За межею бідності перебувало 4,5 % осіб, у тому числі 7,2 % дітей у віці до 18 років та 4,2 % осіб у віці 65 років та старших.
Цивільне працевлаштоване населення становило 2013 особи. Основні галузі зайнятості: освіта, охорона здоров'я та соціальна допомога — 21,1 %, роздрібна торгівля — 15,8 %, виробництво — 12,5 %, фінанси, страхування та нерухомість — 9,6 %.